# 地天
地天（羅馬化：Bhū-devī）又称地母（羅馬化：Bhūmi）、婆薮陀羅（Vasundhara）、坚牢地神、坚牢神、持地神，即主掌大地之神，为漢傳佛教中的二十四諸天，二十諸天與十二天之一。最初为印度神话中养育万物的地母神颇哩提毗（Pṛthivī），后被佛教吸收，在南傳佛教中也叫帕媚托拉尼，有學者認為道教的地母與其有關。

## 佛教
在佛教中稱爲堅牢地神、地母、地天。
釋迦牟尼佛在菩提树下成道時，天魔曾三次進攻，地天曾出地，見證佛業。

### 中國佛教
《地藏经》中，佛告坚牢地神︰“汝大神力诸神少及，何以故？阎浮土地悉蒙汝护，乃至草木、沙石、稻麻、竹苇、谷米、宝贝从地而有，皆因汝力。”
中國佛教認為坚牢地神即是地母，統轄一切土地神靈，故其《坚牢地神真言》：「南無三滿多，母多南。唵，度嚕，度嚕，地尾，娑婆訶」可安撫土地神、地主神等，又稱《安土地真言》。
唐密中，平常時較少出現，許多真言宗的儀軌在地震、山崩時，會呼請地天護持。
- 佛教地天

### 東南亞佛教
在泰國佛教中，地母與本土信仰合流，變形爲帕媚托拉尼，泰語直譯仍是“地母”。形象通常做托髪扭腰狀。
- 帕媚托拉尼

## 印度教
神祇的原型，印度教亦稱之為頗哩提毗，是天父特尤斯的妻子。
- 東南亞頗哩提毗塑像

## 道教
道教也有同名的地母娘娘，多數學者認為，即佛家的堅牢地神（地母神，Bhumi）的中國化；類似摩利支菩薩與斗母娘娘。